# Tosia Malamud
Tosia Malamud (Vinnicja, 1923. március 17. – Mexikóváros, 2008. július 16.) ukrán származású mexikói szobrász.

## Pályafutása
Tosia Malamud családja 1927-ben vándorolt ki Ukrajnából Mexikóba. Tizenhat éves korában iratkozott be az Escuela Nacional de Artes Plásticas képzőművészeti iskolába. Döntése konfliktust okozott szüleivel, akik úgy gondolták, hogy a képzőművészeti hivatás nem megfelelő elfoglaltság egy fiatal lány számára. Malamud kitartott elképzelése mellett, és 1943-ban elvégezte az iskolát. Tanárai között volt a festő Francisco Goitia és Luis Sahagún, valamint a szobrász Luis Ortiz Monasterio és Ignacio Asúnsolo. Nem sokkal az iskola után férjhez ment, és egy időre feladta művészkarrierjét.
Szobrászként agyaggal, kővel, fával és akrillal dolgozott. Élete során több alkotói és tematikus korszaka volt: készített önarcképeket és portrékat, táncosokat és hangszereket ábrázoló szobrokat, valamint sokat foglalkozott az anyasággal és a családdal. Egyik kiemelkedő alkotói éve 1954 volt: több kollektív kiállításon vett részt és volt két saját bemutatója is, amelyek kedvező visszhangra találtak. Ennek révén új bemutatkozási lehetőségek nyíltak előtte a következő években, és Mexikó legjobb portrékészítőjeként tekintettek rá.
Alkotásai ma megtalálhatók a mexikói szépművészeti egyetemen, a Trockij-múzeumban, valamint a modern művészetek múzeumában. Külföldön Jeruzsálemben, Zaragozában, Tel-Avivban és Torontóban őrzik alkotásait.